# Kaartojärvi, Norrbotten
Kaartojärvi är en sjö i Pajala kommun i Norrbotten och ingår i Kalixälvens huvudavrinningsområde. Sjön har en area på 0,178 kvadratkilometer och ligger 127,1 meter över havet.

## Delavrinningsområde
Kaartojärvi ingår i det delavrinningsområde (744773-180486) som SMHI kallar för Mynnar i Äihämäjoki. Medelhöjden är 157 meter över havet och ytan är 27,64 kvadratkilometer. Det finns inga avrinningsområden uppströms utan avrinningsområdet är högsta punkten. Kaartojoki som avvattnar avrinningsområdet har biflödesordning 3, vilket innebär att vattnet flödar genom totalt 3 vattendrag innan det når havet efter 151 kilometer. Avrinningsområdet består mestadels av skog (68 procent) och sankmarker (24 procent). Avrinningsområdet har 0,18 kvadratkilometer vattenytor vilket ger det en sjöprocent på 0,7 procent.